# Bielany Wrocławskie (przystanek kolejowy)
Bielany Wrocławskie – mijanka i przystanek osobowy, a dawniej stacja kolejowa w Bielanach Wrocławskich, w Polsce, w województwie dolnośląskim, w powiecie wrocławskim, w gminie Kobierzyce. Stacja została otwarta w dniu 1 czerwca 1884 roku razem z linią kolejową z Wrocławia Głównego do Kobierzyc.

## Nowy przystanek
W czerwcu 2021 r. rozpoczęła się budowa nowego przystanku, w związku z przywróceniem połączenia z Wrocławia do Świdnicy (linia nr 285). Po 22 latach przerwy odremontowany przystanek rozpoczął ponownie obsługiwać ruch pasażerski 12 czerwca 2022.

## Ruch pasażerski
| Rok   | Wymiana pasażerska na dobę |
| ----- | -------------------------- |
| 2022. | 50-99                      |
| 2023  | 200-299                    |